# Cao độ 0
Cao độ 0 hay mốc 0. Để đo độ cao, cũng như độ nông sâu, thường có 1 quy chuẩn về mốc Cao độ 0, mốc này được đo đạc dựa vào mực nước biển. Mức nước biển ở mọi nơi đều thay đổi lên xuống liên tục nên Cao độ 0 chỉ là một chỉ số đo lường trung bình tương đối được tính toán tại thời điểm mặt biển ở trạng thái yên tĩnh, lặng gió. Mặt cầu nối các cao độ 0 tưởng tượng này được gọi là Mặt thủy chuẩn làm cơ sở quy chuẩn, xác lập hệ cao độ của một vùng (hoặc quốc gia).
Cao độ 0 tương ứng với độ cao 0 mét so với mực nước biển.

## Tiêu chuẩn Việt Nam
Ở Việt Nam trước năm 1975 có 2 mốc 0 gồm một - nằm ở đảo Hòn Dáu, Hải Phòng, và một - ở Mũi Nai, Hà Tiên, Kiên Giang. Sau năm 1975 thì đã thống nhất mốc Hòn Dấu là mốc 0 quốc gia duy nhất cho tiêu chuẩn Việt Nam.